# ژیلئت
ژیلئت (به فرانسوی: Gilette) یک کمون (فرانسه) در فرانسه است که در canton of Roquestéron واقع شده‌است. ژیلئت ۱۰٫۱۸ کیلومتر مربع مساحت دارد ۴۵۹ متر بالاتر از سطح دریا واقع شده‌است.